# Region Południowo-Zachodni (Rumunia)
Południowo-zachodni region rozwoju – (rum. Regiunea de dezvoltare Sud-Vest) jest jednym z 8 regionów rozwoju Rumunii. W granicach regionu znajduje się następujące okręgi:
- Okręg Dolj
- Okręg Gorj
- Okręg Mehedinți
- Okręg Olt
- Okręg Vâlcea